# 1324
Portal Geschichte | Portal Biografien | Aktuelle Ereignisse | Jahreskalender | Tagesartikel

◄ |
13. Jahrhundert |
14. Jahrhundert
| 15. Jahrhundert | ►

◄ |
1290er |
1300er |
1310er |
1320er
| 1330er | 1340er | 1350er | ►

◄◄ |
◄ |
1320 |
1321 |
1322 |
1323 |
1324
| 1325 | 1326 | 1327 | 1328 | ► | ►►
Staatsoberhäupter  · Nekrolog
| Januar | Januar | Januar | Januar | Januar | Januar | Januar | Januar |
| Kw     | Mo     | Di     | Mi     | Do     | Fr     | Sa     | So     |
| ------ | ------ | ------ | ------ | ------ | ------ | ------ | ------ |
| 52     |        |        |        |        |        |        | 1      |
| 1      | 2      | 3      | 4      | 5      | 6      | 7      | 8      |
| 2      | 9      | 10     | 11     | 12     | 13     | 14     | 15     |
| 3      | 16     | 17     | 18     | 19     | 20     | 21     | 22     |
| 4      | 23     | 24     | 25     | 26     | 27     | 28     | 29     |
| 5      | 30     | 31     |        |        |        |        |        |

| Februar | Februar | Februar | Februar | Februar | Februar | Februar | Februar |
| Kw      | Mo      | Di      | Mi      | Do      | Fr      | Sa      | So      |
| ------- | ------- | ------- | ------- | ------- | ------- | ------- | ------- |
| 5       |         |         | 1       | 2       | 3       | 4       | 5       |
| 6       | 6       | 7       | 8       | 9       | 10      | 11      | 12      |
| 7       | 13      | 14      | 15      | 16      | 17      | 18      | 19      |
| 8       | 20      | 21      | 22      | 23      | 24      | 25      | 26      |
| 9       | 27      | 28      | 29      |         |         |         |         |

| März | März | März | März | März | März | März | März |
| Kw   | Mo   | Di   | Mi   | Do   | Fr   | Sa   | So   |
| ---- | ---- | ---- | ---- | ---- | ---- | ---- | ---- |
| 9    |      |      |      | 1    | 2    | 3    | 4    |
| 10   | 5    | 6    | 7    | 8    | 9    | 10   | 11   |
| 11   | 12   | 13   | 14   | 15   | 16   | 17   | 18   |
| 12   | 19   | 20   | 21   | 22   | 23   | 24   | 25   |
| 13   | 26   | 27   | 28   | 29   | 30   | 31   |      |

| April | April | April | April | April | April | April | April |
| Kw    | Mo    | Di    | Mi    | Do    | Fr    | Sa    | So    |
| ----- | ----- | ----- | ----- | ----- | ----- | ----- | ----- |
| 13    |       |       |       |       |       |       | 1     |
| 14    | 2     | 3     | 4     | 5     | 6     | 7     | 8     |
| 15    | 9     | 10    | 11    | 12    | 13    | 14    | 15    |
| 16    | 16    | 17    | 18    | 19    | 20    | 21    | 22    |
| 17    | 23    | 24    | 25    | 26    | 27    | 28    | 29    |
| 18    | 30    |       |       |       |       |       |       |

| Mai | Mai | Mai | Mai | Mai | Mai | Mai | Mai |
| Kw  | Mo  | Di  | Mi  | Do  | Fr  | Sa  | So  |
| --- | --- | --- | --- | --- | --- | --- | --- |
| 18  |     | 1   | 2   | 3   | 4   | 5   | 6   |
| 19  | 7   | 8   | 9   | 10  | 11  | 12  | 13  |
| 20  | 14  | 15  | 16  | 17  | 18  | 19  | 20  |
| 21  | 21  | 22  | 23  | 24  | 25  | 26  | 27  |
| 22  | 28  | 29  | 30  | 31  |     |     |     |

| Juni | Juni | Juni | Juni | Juni | Juni | Juni | Juni |
| Kw   | Mo   | Di   | Mi   | Do   | Fr   | Sa   | So   |
| ---- | ---- | ---- | ---- | ---- | ---- | ---- | ---- |
| 22   |      |      |      |      | 1    | 2    | 3    |
| 23   | 4    | 5    | 6    | 7    | 8    | 9    | 10   |
| 24   | 11   | 12   | 13   | 14   | 15   | 16   | 17   |
| 25   | 18   | 19   | 20   | 21   | 22   | 23   | 24   |
| 26   | 25   | 26   | 27   | 28   | 29   | 30   |      |

| Juli | Juli | Juli | Juli | Juli | Juli | Juli | Juli |
| Kw   | Mo   | Di   | Mi   | Do   | Fr   | Sa   | So   |
| ---- | ---- | ---- | ---- | ---- | ---- | ---- | ---- |
| 26   |      |      |      |      |      |      | 1    |
| 27   | 2    | 3    | 4    | 5    | 6    | 7    | 8    |
| 28   | 9    | 10   | 11   | 12   | 13   | 14   | 15   |
| 29   | 16   | 17   | 18   | 19   | 20   | 21   | 22   |
| 30   | 23   | 24   | 25   | 26   | 27   | 28   | 29   |
| 31   | 30   | 31   |      |      |      |      |      |

| August | August | August | August | August | August | August | August |
| Kw     | Mo     | Di     | Mi     | Do     | Fr     | Sa     | So     |
| ------ | ------ | ------ | ------ | ------ | ------ | ------ | ------ |
| 31     |        |        | 1      | 2      | 3      | 4      | 5      |
| 32     | 6      | 7      | 8      | 9      | 10     | 11     | 12     |
| 33     | 13     | 14     | 15     | 16     | 17     | 18     | 19     |
| 34     | 20     | 21     | 22     | 23     | 24     | 25     | 26     |
| 35     | 27     | 28     | 29     | 30     | 31     |        |        |

| September | September | September | September | September | September | September | September |
| Kw        | Mo        | Di        | Mi        | Do        | Fr        | Sa        | So        |
| --------- | --------- | --------- | --------- | --------- | --------- | --------- | --------- |
| 35        |           |           |           |           |           | 1         | 2         |
| 36        | 3         | 4         | 5         | 6         | 7         | 8         | 9         |
| 37        | 10        | 11        | 12        | 13        | 14        | 15        | 16        |
| 38        | 17        | 18        | 19        | 20        | 21        | 22        | 23        |
| 39        | 24        | 25        | 26        | 27        | 28        | 29        | 30        |

| Oktober | Oktober | Oktober | Oktober | Oktober | Oktober | Oktober | Oktober |
| Kw      | Mo      | Di      | Mi      | Do      | Fr      | Sa      | So      |
| ------- | ------- | ------- | ------- | ------- | ------- | ------- | ------- |
| 40      | 1       | 2       | 3       | 4       | 5       | 6       | 7       |
| 41      | 8       | 9       | 10      | 11      | 12      | 13      | 14      |
| 42      | 15      | 16      | 17      | 18      | 19      | 20      | 21      |
| 43      | 22      | 23      | 24      | 25      | 26      | 27      | 28      |
| 44      | 29      | 30      | 31      |         |         |         |         |

| November | November | November | November | November | November | November | November |
| Kw       | Mo       | Di       | Mi       | Do       | Fr       | Sa       | So       |
| -------- | -------- | -------- | -------- | -------- | -------- | -------- | -------- |
| 44       |          |          |          | 1        | 2        | 3        | 4        |
| 45       | 5        | 6        | 7        | 8        | 9        | 10       | 11       |
| 46       | 12       | 13       | 14       | 15       | 16       | 17       | 18       |
| 47       | 19       | 20       | 21       | 22       | 23       | 24       | 25       |
| 48       | 26       | 27       | 28       | 29       | 30       |          |          |

| Dezember | Dezember | Dezember | Dezember | Dezember | Dezember | Dezember | Dezember |
| Kw       | Mo       | Di       | Mi       | Do       | Fr       | Sa       | So       |
| -------- | -------- | -------- | -------- | -------- | -------- | -------- | -------- |
| 48       |          |          |          |          |          | 1        | 2        |
| 49       | 3        | 4        | 5        | 6        | 7        | 8        | 9        |
| 50       | 10       | 11       | 12       | 13       | 14       | 15       | 16       |
| 51       | 17       | 18       | 19       | 20       | 21       | 22       | 23       |
| 52       | 24       | 25       | 26       | 27       | 28       | 29       | 30       |
| 1        | 31       |          |          |          |          |          |          |

| Januar | Januar | Januar | Januar | Januar | Januar | Januar | Januar |
| Kw     | Mo     | Di     | Mi     | Do     | Fr     | Sa     | So     |
| ------ | ------ | ------ | ------ | ------ | ------ | ------ | ------ |
| 52     |        |        |        |        |        |        | 1      |
| 1      | 2      | 3      | 4      | 5      | 6      | 7      | 8      |
| 2      | 9      | 10     | 11     | 12     | 13     | 14     | 15     |
| 3      | 16     | 17     | 18     | 19     | 20     | 21     | 22     |
| 4      | 23     | 24     | 25     | 26     | 27     | 28     | 29     |
| 5      | 30     | 31     |        |        |        |        |        |

| Februar | Februar | Februar | Februar | Februar | Februar | Februar | Februar |
| Kw      | Mo      | Di      | Mi      | Do      | Fr      | Sa      | So      |
| ------- | ------- | ------- | ------- | ------- | ------- | ------- | ------- |
| 5       |         |         | 1       | 2       | 3       | 4       | 5       |
| 6       | 6       | 7       | 8       | 9       | 10      | 11      | 12      |
| 7       | 13      | 14      | 15      | 16      | 17      | 18      | 19      |
| 8       | 20      | 21      | 22      | 23      | 24      | 25      | 26      |
| 9       | 27      | 28      | 29      |         |         |         |         |

| März | März | März | März | März | März | März | März |
| Kw   | Mo   | Di   | Mi   | Do   | Fr   | Sa   | So   |
| ---- | ---- | ---- | ---- | ---- | ---- | ---- | ---- |
| 9    |      |      |      | 1    | 2    | 3    | 4    |
| 10   | 5    | 6    | 7    | 8    | 9    | 10   | 11   |
| 11   | 12   | 13   | 14   | 15   | 16   | 17   | 18   |
| 12   | 19   | 20   | 21   | 22   | 23   | 24   | 25   |
| 13   | 26   | 27   | 28   | 29   | 30   | 31   |      |

| April | April | April | April | April | April | April | April |
| Kw    | Mo    | Di    | Mi    | Do    | Fr    | Sa    | So    |
| ----- | ----- | ----- | ----- | ----- | ----- | ----- | ----- |
| 13    |       |       |       |       |       |       | 1     |
| 14    | 2     | 3     | 4     | 5     | 6     | 7     | 8     |
| 15    | 9     | 10    | 11    | 12    | 13    | 14    | 15    |
| 16    | 16    | 17    | 18    | 19    | 20    | 21    | 22    |
| 17    | 23    | 24    | 25    | 26    | 27    | 28    | 29    |
| 18    | 30    |       |       |       |       |       |       |

| Mai | Mai | Mai | Mai | Mai | Mai | Mai | Mai |
| Kw  | Mo  | Di  | Mi  | Do  | Fr  | Sa  | So  |
| --- | --- | --- | --- | --- | --- | --- | --- |
| 18  |     | 1   | 2   | 3   | 4   | 5   | 6   |
| 19  | 7   | 8   | 9   | 10  | 11  | 12  | 13  |
| 20  | 14  | 15  | 16  | 17  | 18  | 19  | 20  |
| 21  | 21  | 22  | 23  | 24  | 25  | 26  | 27  |
| 22  | 28  | 29  | 30  | 31  |     |     |     |

| Juni | Juni | Juni | Juni | Juni | Juni | Juni | Juni |
| Kw   | Mo   | Di   | Mi   | Do   | Fr   | Sa   | So   |
| ---- | ---- | ---- | ---- | ---- | ---- | ---- | ---- |
| 22   |      |      |      |      | 1    | 2    | 3    |
| 23   | 4    | 5    | 6    | 7    | 8    | 9    | 10   |
| 24   | 11   | 12   | 13   | 14   | 15   | 16   | 17   |
| 25   | 18   | 19   | 20   | 21   | 22   | 23   | 24   |
| 26   | 25   | 26   | 27   | 28   | 29   | 30   |      |

| Juli | Juli | Juli | Juli | Juli | Juli | Juli | Juli |
| Kw   | Mo   | Di   | Mi   | Do   | Fr   | Sa   | So   |
| ---- | ---- | ---- | ---- | ---- | ---- | ---- | ---- |
| 26   |      |      |      |      |      |      | 1    |
| 27   | 2    | 3    | 4    | 5    | 6    | 7    | 8    |
| 28   | 9    | 10   | 11   | 12   | 13   | 14   | 15   |
| 29   | 16   | 17   | 18   | 19   | 20   | 21   | 22   |
| 30   | 23   | 24   | 25   | 26   | 27   | 28   | 29   |
| 31   | 30   | 31   |      |      |      |      |      |

| August | August | August | August | August | August | August | August |
| Kw     | Mo     | Di     | Mi     | Do     | Fr     | Sa     | So     |
| ------ | ------ | ------ | ------ | ------ | ------ | ------ | ------ |
| 31     |        |        | 1      | 2      | 3      | 4      | 5      |
| 32     | 6      | 7      | 8      | 9      | 10     | 11     | 12     |
| 33     | 13     | 14     | 15     | 16     | 17     | 18     | 19     |
| 34     | 20     | 21     | 22     | 23     | 24     | 25     | 26     |
| 35     | 27     | 28     | 29     | 30     | 31     |        |        |

| September | September | September | September | September | September | September | September |
| Kw        | Mo        | Di        | Mi        | Do        | Fr        | Sa        | So        |
| --------- | --------- | --------- | --------- | --------- | --------- | --------- | --------- |
| 35        |           |           |           |           |           | 1         | 2         |
| 36        | 3         | 4         | 5         | 6         | 7         | 8         | 9         |
| 37        | 10        | 11        | 12        | 13        | 14        | 15        | 16        |
| 38        | 17        | 18        | 19        | 20        | 21        | 22        | 23        |
| 39        | 24        | 25        | 26        | 27        | 28        | 29        | 30        |

| Oktober | Oktober | Oktober | Oktober | Oktober | Oktober | Oktober | Oktober |
| Kw      | Mo      | Di      | Mi      | Do      | Fr      | Sa      | So      |
| ------- | ------- | ------- | ------- | ------- | ------- | ------- | ------- |
| 40      | 1       | 2       | 3       | 4       | 5       | 6       | 7       |
| 41      | 8       | 9       | 10      | 11      | 12      | 13      | 14      |
| 42      | 15      | 16      | 17      | 18      | 19      | 20      | 21      |
| 43      | 22      | 23      | 24      | 25      | 26      | 27      | 28      |
| 44      | 29      | 30      | 31      |         |         |         |         |

| November | November | November | November | November | November | November | November |
| Kw       | Mo       | Di       | Mi       | Do       | Fr       | Sa       | So       |
| -------- | -------- | -------- | -------- | -------- | -------- | -------- | -------- |
| 44       |          |          |          | 1        | 2        | 3        | 4        |
| 45       | 5        | 6        | 7        | 8        | 9        | 10       | 11       |
| 46       | 12       | 13       | 14       | 15       | 16       | 17       | 18       |
| 47       | 19       | 20       | 21       | 22       | 23       | 24       | 25       |
| 48       | 26       | 27       | 28       | 29       | 30       |          |          |

| Dezember | Dezember | Dezember | Dezember | Dezember | Dezember | Dezember | Dezember |
| Kw       | Mo       | Di       | Mi       | Do       | Fr       | Sa       | So       |
| -------- | -------- | -------- | -------- | -------- | -------- | -------- | -------- |
| 48       |          |          |          |          |          | 1        | 2        |
| 49       | 3        | 4        | 5        | 6        | 7        | 8        | 9        |
| 50       | 10       | 11       | 12       | 13       | 14       | 15       | 16       |
| 51       | 17       | 18       | 19       | 20       | 21       | 22       | 23       |
| 52       | 24       | 25       | 26       | 27       | 28       | 29       | 30       |
| 1        | 31       |          |          |          |          |          |          |

## Ereignisse

### Politik und Weltgeschehen

#### Konflikt zwischen König und Papst
- 23. März: Papst Johannes XXII. verhängt den Bann über König Ludwig IV., den Bayern.
- 22. Mai: In der Sachsenhausener Appellation Ludwigs IV. wird die Einmischung des Papstes in politische Angelegenheiten zurückgewiesen.
- 11. Juni: Johannes XXII. erklärt Ludwig IV. für abgesetzt und aller Würden verlustig.
- 24. Juni: Marsilius von Padua veröffentlicht die Schrift Defensor pacis (die Ludwig IV. gewidmet ist), in der eine auf der Lehre der Volkssouveränität fußende antiklerikale Staatstheorie entwickelt wird.

#### Krieg der vier Herren
- Zwischen Henri de la Tour-du-Pin, dem Bischof von Metz, und Herzog Friedrich IV. von Lothringen kommt es aus unbekannten Gründen zu einer militärischen Auseinandersetzung. Friedrich schickt deshalb im Mai einen Bevollmächtigten zu Papst Johannes XXII., um Beschwerde über das Verhalten des Bischofs zu führen. Der Papst fordert darauf am 13. Juni beide Seiten zum Frieden und zur Wiedergutmachung der angerichteten Schäden auf.
- 25. August: Johann von Luxemburg, sein Onkel Balduin von Luxemburg, Erzbischof von Trier, Graf Eduard I. von Bar und Herzog Friedrich IV. von Lothringen treffen in Remich zusammen und bilden eine Koalition, um sich der Stadt Metz zu bemächtigen.
- 15. September: Im Krieg der vier Herren wehren sich die Bürger der Stadt Metz, deren Selbstständigkeit fallen soll, gegen die vier Adligen. Militärische Unterstützung erhalten sie in der Auseinandersetzung von der Stadt Straßburg.
- Ende September beginnen die vier Herren mit der Belagerung der Stadt und verwüsten die Umgebung.

#### Weitere Ereignisse im Reich

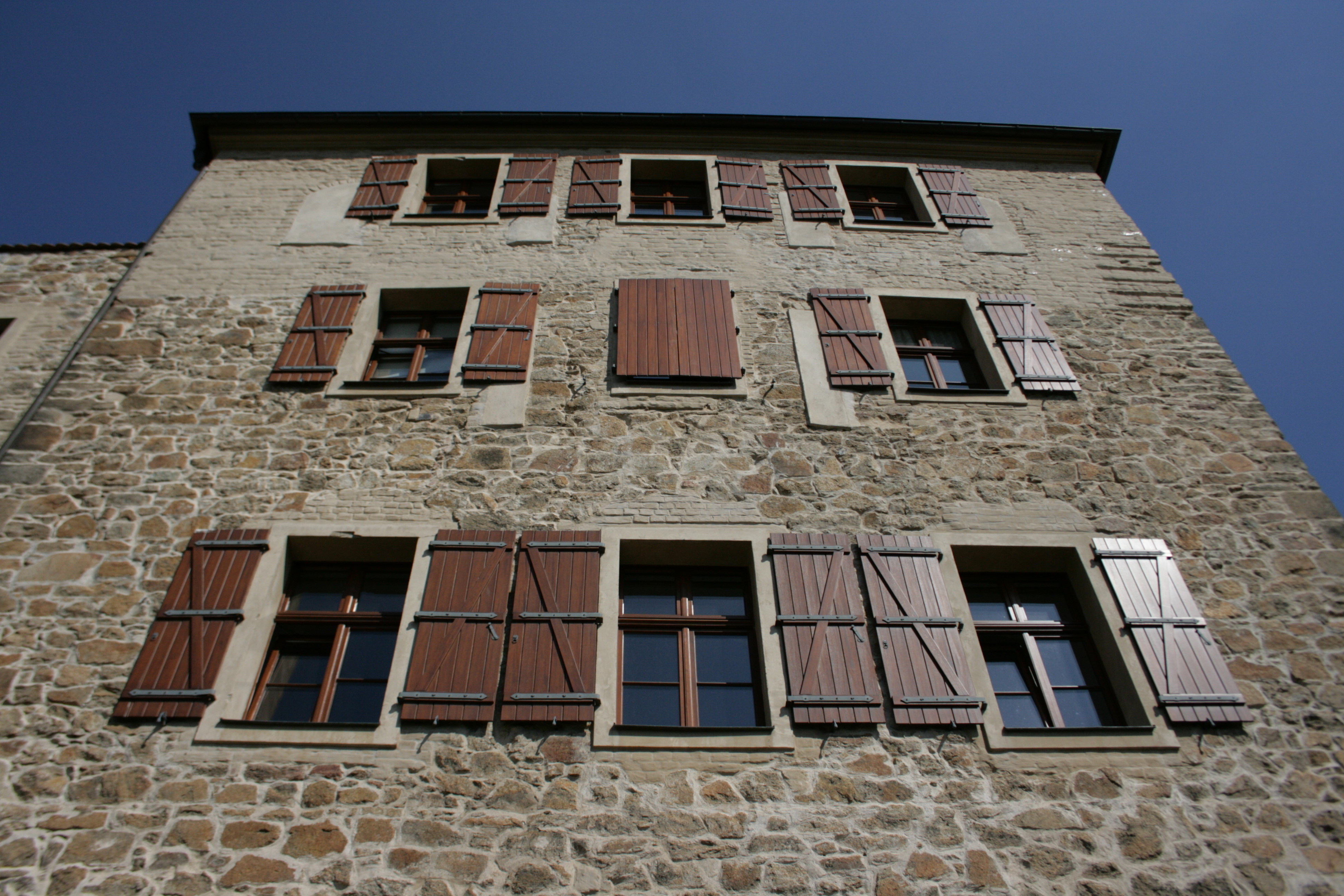
Mönchsbastei

- Die Mönchsbastei in Bautzen wird errichtet.
- Das Münchner Stadtwappen erhält die Reichsfarben schwarz-gold. Bis 1350 beherbergt die Stadt die Reichskleinodien.

#### Deutscher Orden
- 6. Juli: Der bisherige Großkomtur Werner von Orseln wird in Marienburg vom Generalkapitel als Nachfolger des am 11. Februar in seiner Heimatstadt verstorbenen Karl von Trier zum 17. Hochmeister des Deutschen Ordens gewählt.

#### Stadtrechte und urkundliche Ersterwähnungen
- Hildburghausen erhält Stadtrechte.
- Biesendorf, Cernier, Hersiwil, Fürstenau, Fürstenwalde, Bamenohl, Seiffen und Selgetsweiler werden erstmals urkundlich erwähnt.

### Wirtschaft

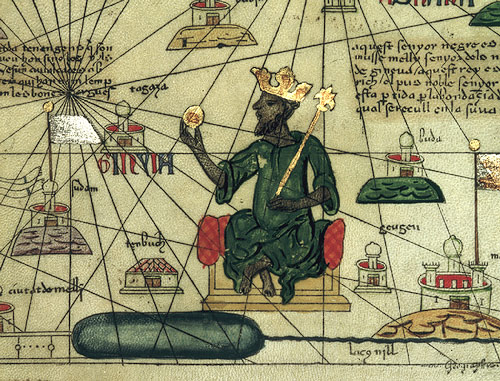
Darstellung Mansa Musas auf einer Karte des Katalanischen Weltatlas von 1375, mit einem Goldklumpen in der Hand

- Die Pilgerfahrt des Königs Mansa Musa vom Malireich führt in Kairo zu einem Sturz des Goldpreises.

### Wissenschaft und Technik

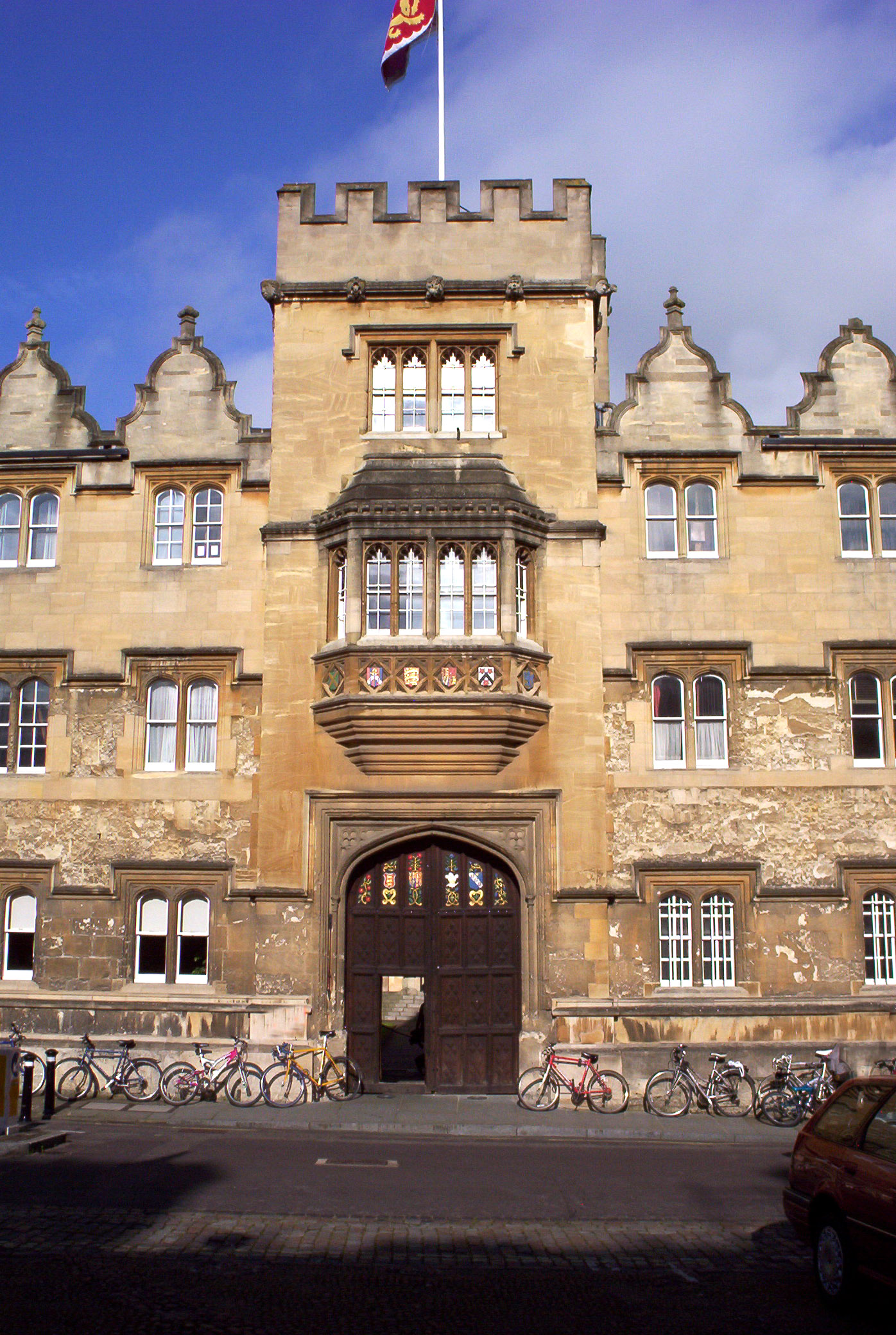
Haupteingang des Oriel College

- Das Oriel College der University of Oxford wird durch Adam de Brome gegründet.

### Kultur, Religion, Natur
- 10. November: Mit der Päpstlichen Bulle Quia quorundam antwortet Papst Johannes XXII. auf die Vorwürfe des römisch-deutschen Königs Ludwig des Bayern und bezichtigt ihn seinerseits als Ketzer. Ludwig der Bayer hat sich im Armutsstreit auf die Seite der Franziskaner gestellt und deren Armutsideal verteidigt. Mit dieser Bulle greift der Papst nochmals die Auseinandersetzung auf und empfiehlt den Gegnern seiner Theorie, sich durch die Universitäten unterrichten zu lassen.
- Barnabas Cagnoli von Vercelli wird 15. Ordensmeister der Dominikaner.
- Meister Eckhart lehrt als Lector primarius am Generalstudium der Dominikaner in Köln.
- Das Kartäuserkloster Mainz wird nach rund fünfjähriger Bauzeit von Mönchen der Kartause St. Peterstal bei Kiedrich im Rheingau besiedelt.
- In der Gemeinde Faistenau im Erzstift Salzburg wird unter Erzbischof Friedrich III. von Leibnitz eine Filialkirche errichtet. Zu diesem Zeitpunkt ist die Dorflinde in Faistenau vermutlich bereits gepflanzt.
- 1324/1325: Johannes XXII. erlaubt die Ars antiqua als einzige mehrstimmige Musik in den Kirchen.

### Katastrophen
- Überschwemmungen des Gelben Flusses in China führen samt folgender Hungersnot zu rund acht Millionen Todesopfern.

## Historische Karten und Ansichten

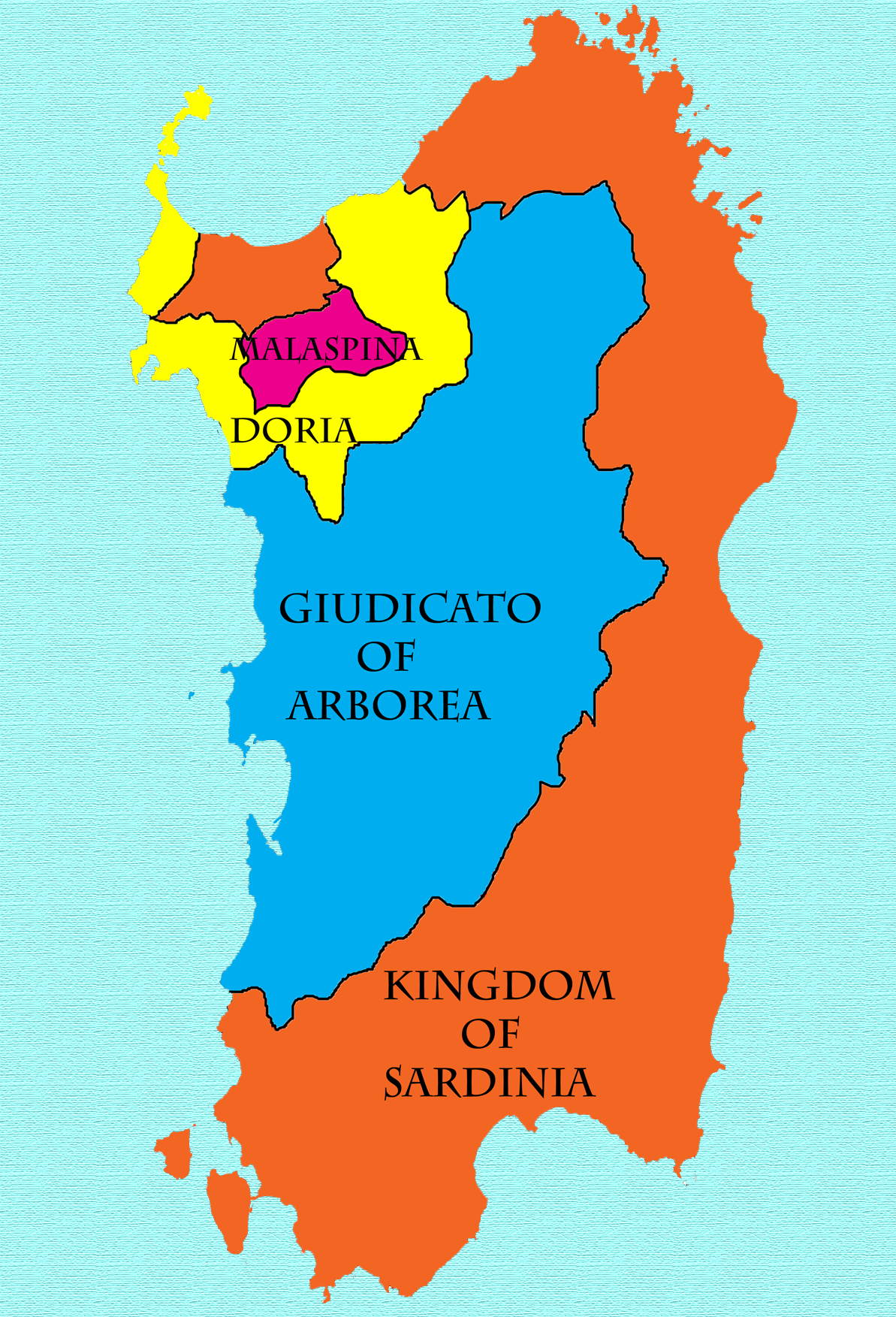
Sardinien 1324

## Geboren

### Geburtsdatum gesichert
- 5. März: David II., König von Schottland († 1371)

### Genaues Geburtsdatum unbekannt
- Adelheid von Hessen, Königin von Polen († 1371)
- Beatrix von Mecklenburg, Äbtissin im Klarissenkloster Ribnitz († 1399)
- Demetrios Kydones, byzantinischer Theologe und leitender Minister († 1397)
- Ludwig von Durazzo, Graf von Gravina († 1362)
- Magnus II., Fürst von Lüneburg und Braunschweig-Wolfenbüttel († 1373)
- Vettor Pisani, venezianischer Admiral († 1380)
- William von Wykeham, Bischof von Winchester und Lordkanzler von England († 1404)

## Gestorben

### Todesdatum gesichert

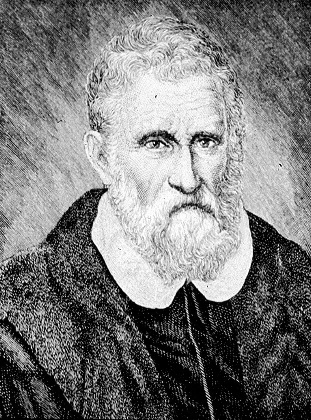
Marco Polo

- 8. Januar: Marco Polo, venezianischer Kaufmann und Ostasienreisender (* 1254)
- 23. Januar: Fulk Lestrange, englischer Adeliger und Seneschall von Aquitanien (* um 1267)
- 8. Februar: Marquard I. von Hagel, Fürstbischof von Eichstätt
- 11. Februar: Karl von Trier, Hochmeister des Deutschen Ordens (* um 1265)
- 21. März: Leo von Erteneburg, Domherr zu Hamburg, zu Lübeck und zu Schwerin
- 26. März: Maria von Luxemburg, Königin von Frankreich (* 1304)
- 26. April: Johann Wulfing von Schlackenwerth, Bischof von Brixen und Fürstbischof von Bamberg und Freising
- 14. Mai: Gottfried von Waldeck, Bischof von Minden (* 1255/1260)
- 2. Juni: Isabella von Ibelin, Königin von Zypern und Jerusalem (* 1241)
- 23. Juni: Aymer de Valence, englischer Magnat (* zwischen 1273 und 1275)
- 8. Juli: Gertrud II. von Boventhen, Äbtissin des Stiftes Gernrode
- 16. Juli: Go-Uda, Tennō (Kaiser) von Japan (* 1267)
- 7. August: Heinrich von St. Gallen, Abt von Kloster Wettingen
- 4. September: Sancho I., König von Mallorca, Graf Cerdanya und Roussillon, sowie Herr von Montpellier (* 1277)
- 3. November: Petronilla de Meath, Dienstmagd, die als erste Frau in Irland als Hexe verbrannt wurde (* um 1300)
- 11. November: Heinrich VII., Graf von Schwarzburg-Blankenburg
- 25. November: Johannes von Thuchem, Bischof von Brandenburg
- 28. November: Werner von Bolanden, Domherr in Speyer und Mainz

### Genaues Todesdatum unbekannt
- Balduin, Abt von Sankt Emmeram
- John Carew, englischer Ritter
- Dino Compagni, florentinischer Kaufmann, Politiker und Chronist (* um 1246)
- Dietrich II. von Volmerstein, deutscher Adeliger
- Heinrich II., König von Jerusalem und Zypern (* 1271)
- Johann II., Graf von Sponheim (* um 1267)
- John de Botetourt, englischer Flottenkommandant
- Konrad IV., Bischof von Cammin
- Otto II., Graf von Hoya (* 1271)
- William Martin, englischer Adeliger (* um 1257)

### Gestorben um 1324

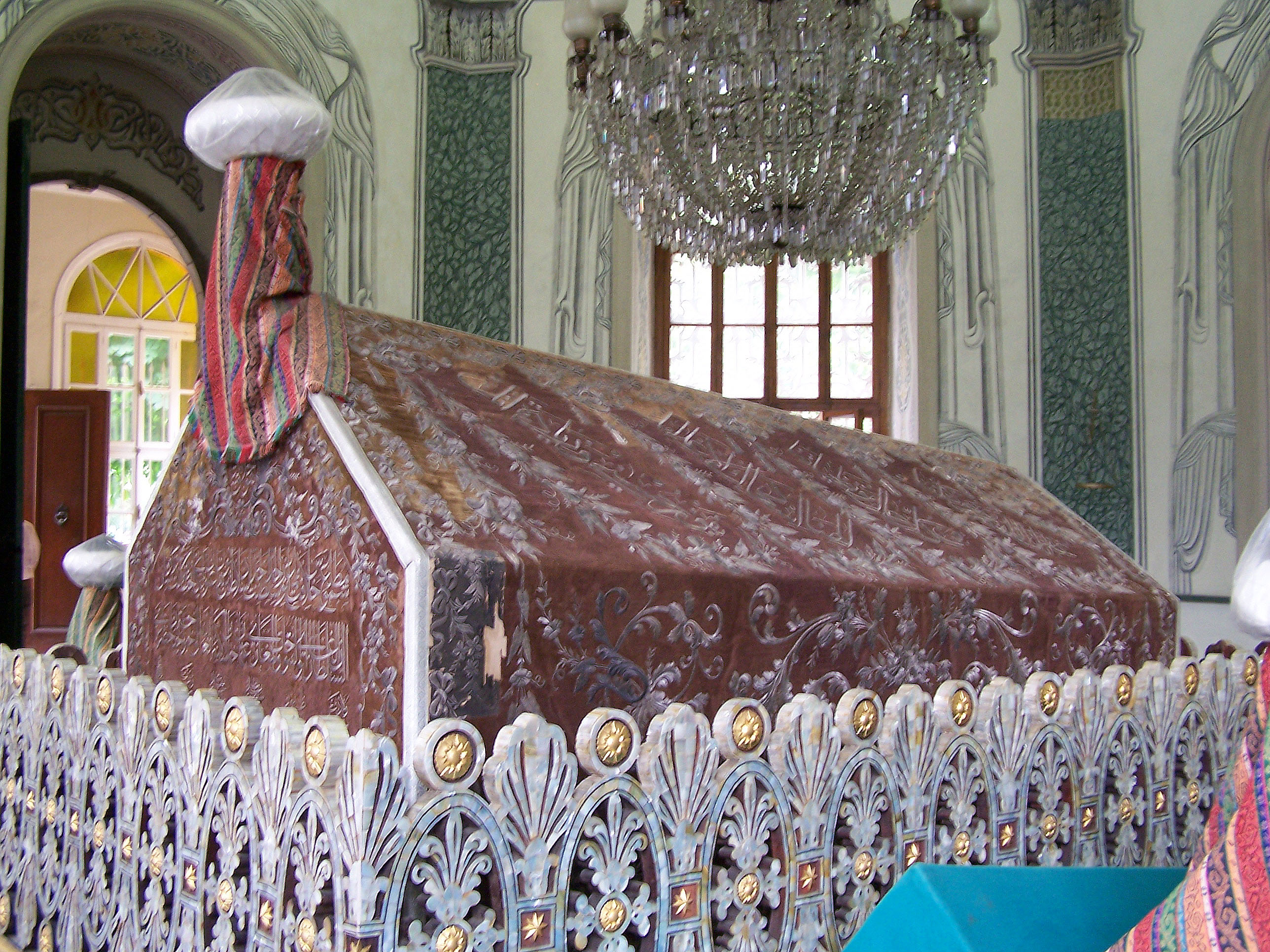
Osman Gazi-Sanduka im Osman-Gazi-Mausoleum in Bursa

- 1324 oder 1326: Osman I., Gründer des Osmanischen Reiches und erster Sultan (* um 1258)